# Кубухай
Кубуха́й (рос. Кубухай) — село у складі Ононського району Забайкальського краю, Росія. Входить до складу Більшовистського сільського поселення.

## Населення
Населення — 452 особи (2010; 577 у 2002).
Національний склад (станом на 2002 рік):
- росіяни — 97 %